# Bretteville-sur-Dives
Bretteville-sur-Dives là một xã ở tỉnh Calvados, thuộc vùng Normandie ở tây bắc nước Pháp.